# LCK
LCK (англ. LCK proto-oncogene, Src family tyrosine kinase) – білок, який кодується однойменним геном, розташованим у людей на короткому плечі 1-ї хромосоми. Довжина поліпептидного ланцюга білка становить 509 амінокислот, а молекулярна маса — 58 001.
| 10         |  | 20         |  | 30         |  | 40         |  | 50         |
| ---------- |  | ---------- |  | ---------- |  | ---------- |  | ---------- |
| MGCGCSSHPE |  | DDWMENIDVC |  | ENCHYPIVPL |  | DGKGTLLIRN |  | GSEVRDPLVT |
| YEGSNPPASP |  | LQDNLVIALH |  | SYEPSHDGDL |  | GFEKGEQLRI |  | LEQSGEWWKA |
| QSLTTGQEGF |  | IPFNFVAKAN |  | SLEPEPWFFK |  | NLSRKDAERQ |  | LLAPGNTHGS |
| FLIRESESTA |  | GSFSLSVRDF |  | DQNQGEVVKH |  | YKIRNLDNGG |  | FYISPRITFP |
| GLHELVRHYT |  | NASDGLCTRL |  | SRPCQTQKPQ |  | KPWWEDEWEV |  | PRETLKLVER |
| LGAGQFGEVW |  | MGYYNGHTKV |  | AVKSLKQGSM |  | SPDAFLAEAN |  | LMKQLQHQRL |
| VRLYAVVTQE |  | PIYIITEYME |  | NGSLVDFLKT |  | PSGIKLTINK |  | LLDMAAQIAE |
| GMAFIEERNY |  | IHRDLRAANI |  | LVSDTLSCKI |  | ADFGLARLIE |  | DNEYTAREGA |
| KFPIKWTAPE |  | AINYGTFTIK |  | SDVWSFGILL |  | TEIVTHGRIP |  | YPGMTNPEVI |
| QNLERGYRMV |  | RPDNCPEELY |  | QLMRLCWKER |  | PEDRPTFDYL |  | RSVLEDFFTA |
| TEGQYQPQP  |  |            |  |            |  |            |  |            |

A: Аланін

C: Цистеїн

D: Аспарагінова кислота

E: Глутамінова кислота

F: Фенілаланін

G: Гліцин

H: Гістидин

I: Ізолейцин

K: Лізин

L: Лейцин

M: Метіонін

N: Аспарагін

P: Пролін

Q: Глутамін

R: Аргінін

S: Серин

T: Треонін

V: Валін

W: Триптофан

Кодований геном білок за функціями належить до тирозинових протеїнкіназ родини Src-протеїнкіназ.
Задіяний у такому біологічному процесі як взаємодія хазяїн-вірус. 
Білок має сайт для зв'язування з АТФ. 
Локалізований у клітинній мембрані, цитоплазмі.